# Lydos (König)
Lydos (altgriechisch Λυδός Lydós) ist eine Gestalt der griechischen Mythologie.
Er war der Sohn des Atys, eines mythischen Urkönigs der Lyder, die damals laut Herodot noch Maiones geheißen haben sollen. Lydos wurde ebenfalls König der Maiones, die sich nach ihm in Lyder umbenannt hätten. Da die karge Landschaft nicht die gesamte Bevölkerung ernähren konnte, verließ sein Bruder Tyrrhenos nach Losentscheid mit einem Teil der Lyder das Land, in dem nun Lydos alleine herrschte.